# Componente discreto

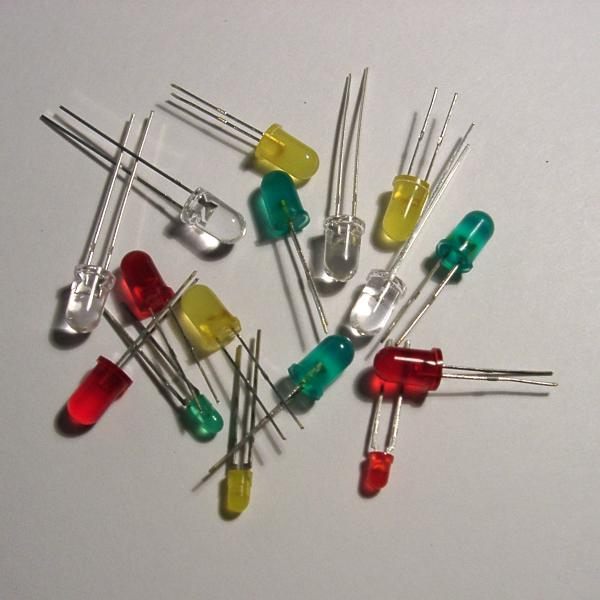
Diodos LED.

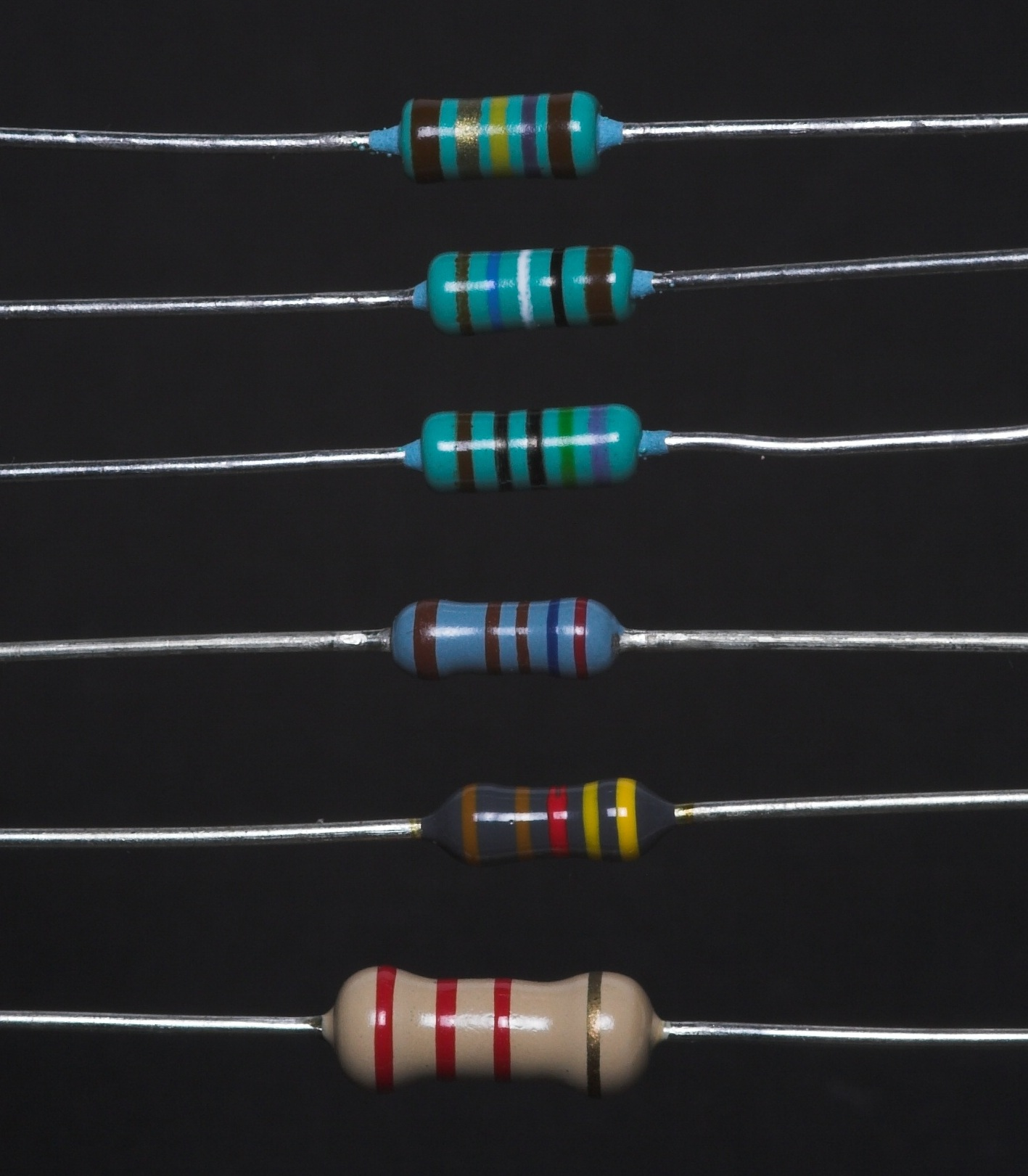
Resistencias.

Un  componente discreto  (o  dispositivo discreto ) es un componente electrónico con solo un componente eléctrico, o  pasivo  (resistor, condensador, etc) o  activo  (transistor o válvula de vacío), en vez de un circuito integrado. El término se utiliza para distinguir el componente de los circuitos integrados y circuitos híbridos, que se construyen de diversos componentes eléctricos en un paquete. Típicamente se refiere a dispositivos semiconductores.

## Descripción
Un componente discreto puede ser activo o pasivo. Se diferencia del circuito integrado y del circuito híbrido ya que estos incorporan múltiples funciones activas o pasivas en un mismo encapsulado.
La miniaturización progresiva e imparable impuesta por la industria electrónica, así como los avances en el campo de los semiconductores llevan a la desaparición gradual de muchos componentes discretos. Sin embargo, todavía se utilizan en las áreas que requieren altos voltajes o potencias como en la electrónica de potencia, la ingeniería eléctrica, etc ... Su uso se justifica también en la creación de prototipos y pequeñas series o en la educación. 

## Ejemplos

### Dispositivos activos
- Transistor
- Diodo
- Triac
- Diodo LED

### Dispositivos pasivos
- Resistor
- Condensador
- Inductor

En la industria de semiconductores, tales dispositivos son a veces llamados «jelly beans" ( judías de jalea ) por su pequeño tamaño y precio de venta barato.